# ブレーキローター

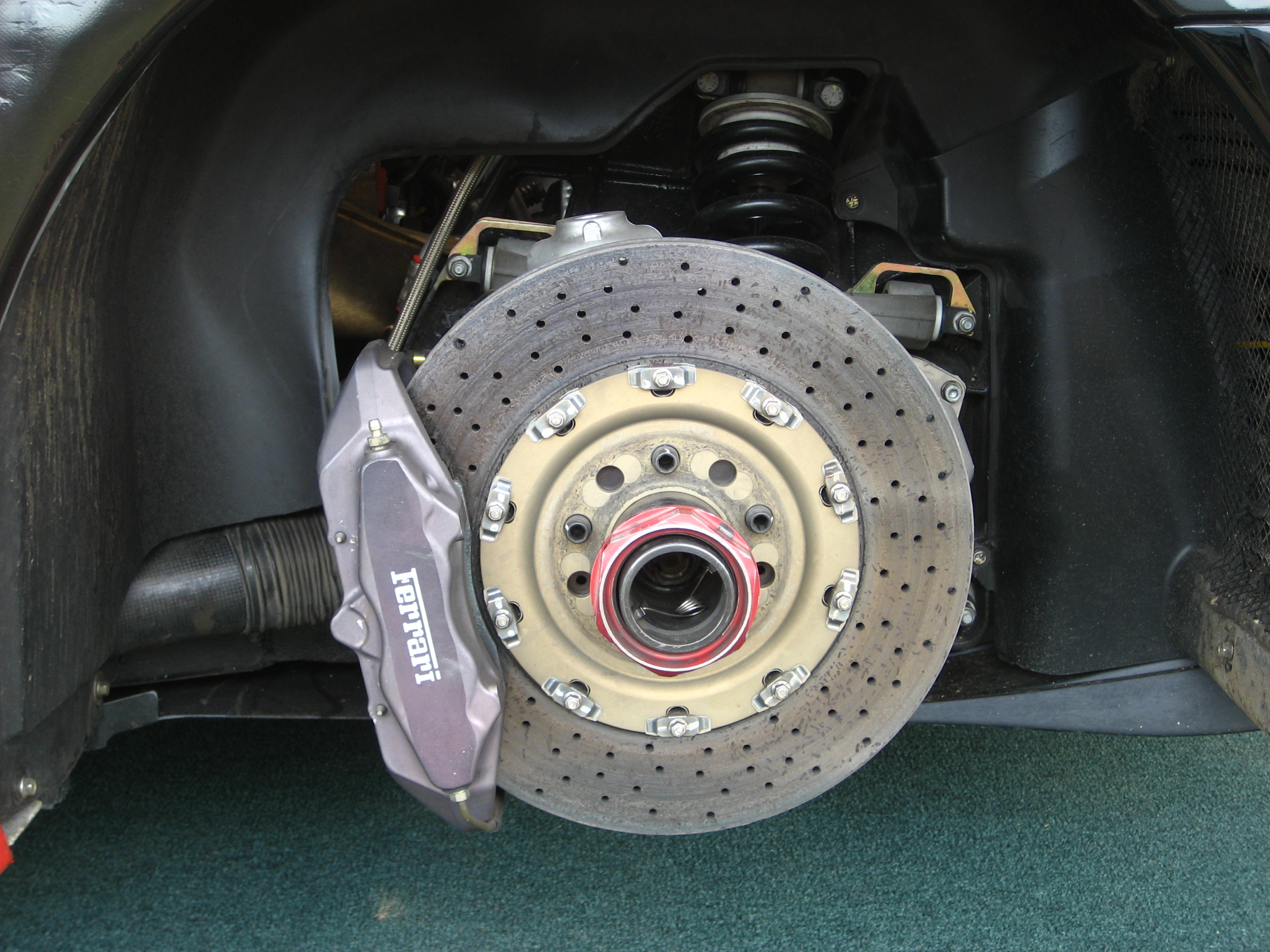
フェラーリ・F430のブレーキローター

ブレーキローターとは、自動車やオートバイ、その他輸送機器に用いられるディスクブレーキを構成する部品。鉄・ステンレス・アルミニウム・炭素繊維強化炭素複合材料などの材料からなる円盤状の部品である。

## 概要
ディスクブレーキは、ブレーキキャリパーに組み込まれたブレーキパッドをブレーキローターに押付け、その摩擦力によって制動する。ブレーキローターには摩擦熱に強く、放熱効果が高い素材が求められることから、自動車には鋳鉄製、バイクにはステンレス鋼製のものが主に使用される。一般に鋳鉄製の方がブレーキのタッチが良いとされるが、錆びやすいためローターが剥き出しであるバイクの場合は外観上の問題からステンレス鋼が採用されている（1980年代にホンダが一部で採用したインボードタイプのそれには鋳鉄製が採用されていた）。アルミニウム製は軽量であるが耐久性や熱変形において劣るため、使われることは少ない。F1やWECなどの一部のモータースポーツや航空機では炭素繊維強化炭素複合材料を原料としたブレーキローターが使用される。
装着する車種によっては単なる一枚の円盤ではなく、様々な工夫によって熱容量や放熱性を向上させており、主に次のようなものがある。
ドリルドローター
円盤の面に多数の穴を空ける。二輪車でよく見られる。
スリットローター
円盤の面に放射状に溝を掘る。摩擦でブレーキパッドを削正する効果もあるため、スポーツカーやレーシングカーで幅広く採用されており、後述するベンチレーテッドディスクと組み合わされることが多い。なお、溝の方向とローターの回転方向との組み合わせにより正回転・逆回転の二通りの取り付け方があり、逆回転のほうが制動力は高くなるが、どちらの取り付け方を採用すべきかは、メーカー及び製品によって指定もしくは推奨されている場合が多い。
ベンチレーテッドディスク（Vディスク）
ディスクを2枚にしてその内側を多数のフィンを挟み込んだ通風構造として冷却性能を高めている。自動車や鉄道車両で見られる。
フローティングディスク
ブレーキローターを内外2つの円盤に分割し、内側はハブとのアダプター、外側はパッドとの接触部とする。2つ円盤の締結にはフローティングピンを用いる。外側の円盤には軸方向の締結による応力が加わらないため、熱ひずみによる変形が少なく、ジャダーなどのトラブル（後述）を生じにくい。

## 注意点
- ブレーキローターは使用に伴って摩耗するので、定期的に交換や研磨が必要である。日本車では廃車まで一度も交換しないケースも多いが、欧州車のなかにはパッド交換2回に1回程度の交換サイクルを要求するものもある。
- 炭素繊維強化炭素複合材料製ブレーキローターは、適切な温度域内で使用しないと本来の性能を発揮せず、ブレーキローターの割れや異常磨耗などを発生することもあるために温度管理が不可欠である。また、2010年現在において一台分で300万円程度と非常に高価である。セラミックスなどを付加することによって市販車にも使用できるように改良されたものがポルシェやフェラーリなどの一部には採用されている。この種のローターは専用のブレーキパッドとのセット使用が原則となる。

## 問題点
脈動
ブレーキローターの偏磨耗によって、ブレーキング時にブレーキキャリパーのピストンが押し戻されることによりブレーキペダルが戻される現象。ローターの研磨や交換が必要となる。
ジャダー
ブレーキング時に発生する振動。スポーツ走行などでブレーキローターが長時間熱にさらされた場合などに発生しやすい。高熱にさらされて熱変形したブレーキローターが冷える際に一部が元に戻らず、変形したままの状態になってしまうことが主な原因。ブレーキローターの交換が必要となる。ハブベアリングの不良やブレーキキャリパー取付け部の剛性不足でも似たような現象が発生することがある。
ひび割れ
ブレーキローターに開けられている穴と穴の間にひび割れが発生することがある。直ちに制動力に影響するものではないが、見栄えも悪くひびの拡大（最悪、割れてしまう）もあるので、早めの交換が望ましい。
錆
鉄製ローターでは降雨時や洗車時に水がかかると表面に錆が発生する。錆が発生した状態でブレーキをかけると錆によりブレーキパッドへの食い付きが良くなるため、一時的に制動力が上がり制動ショックや異音が発生することがある。これらは一過性の現象に過ぎないので、数回ブレーキをかけると解消する。
油分、石鹸成分の付着
ブレーキローターに油分や石鹸成分が付着すると制動力が著しく低下する。この場合、安全な場所で数回強めにブレーキをかけて、付着した油分や石鹸成分を焼き切ると制動力が回復する。洗車時にカーシャンプーなどの洗剤を使うと、ブレーキローターに石鹸成分が付着することがあるので注意する必要がある。